# Війна Потрійного Альянсу
Війна́ Потрі́йного Алья́нсу також знана як Парагва́йська війна́ — війна, що велася з 13 грудня 1864 року по 1 березня 1870 року між Парагваєм з одного боку та союзом Аргентини, Бразилії і Уругваю з іншого та була найкривавішим конфліктом за всю історію Америки.
Серед причин війни називають наслідки колоніалізму в Латинській Америці, суперництво держав-учасниць конфлікту за контроль над стратегічним регіоном річки Ла-Плата, втручання Бразилії та Аргентини у внутрішню політику Уругваю, британські економічні інтереси в регіоні та експансіоністські амбіції парагвайського президента Франсіско Солано Лопеса.
Наслідком війни став повний розгром Парагваю. Навіть після поразки його регулярних сил конфлікт надовго перейшов у стан повільно тліючої партизанської війни на території Парагваю, яка спустошувала країну та вела до значних втрат цивільного населення. За деякими оцінками, загальні втрати Парагваю — як через військові дії, так і через хвороби, включаючи період партизанської війни — сягали 1,2 мільйона осіб, або 90 % його довоєнного населення. За іншими даними, ці втрати становили 305 тисяч осіб із 525-тисячного довоєнного населення країни, причому після війни залишилося тільки 28 тисяч чоловіків.
Парагвай тільки через десятиліття зумів оговтатися від хаосу й демографічного дисбалансу, у якому опинився. Втрата майже половини території, післявоєнний залежний стан та знищення промисловості надовго перетворили його в одну з найвідсталіших країн Латинської Америки. У Бразилії війна вивела армію на ключові позиції в суспільстві та викликала катастрофічне зростання державного боргу, який країна виплачувала десятиліттями, що значно скоротило економічне зростання та прискорило падіння монархії. Війна також призвела до модернізації аргентинської промисловості, після війни Аргентина на кілька десятиліть стала найбагатшою латиноамериканською державою. Завдяки війні, Уругвай майже повністю звільнився від бразильського й аргентинського втручання у свою внутрішню політику.

## Передісторія конфлікту

### Територіальні претензії сторін
Починаючи з появи португальців у Бразилії, між ними та іспанськими колоніями тривали прикордонні сутички. Не раз робилися спроби врегулювання (Утрехтський мирний договір, Мадридський договір, Перший договір в Сан-Ільдефонсо), проте повністю кордон так і не був визначений.
Парагвай, колишня провінція віцекоролівства Ріо-де-ла-Плата, яка здобула незалежність від Іспанії (1811) та Аргентини (1813), відчував страх і недовіру до своїх двох набагато більших, більш густонаселених сусідів: Об'єднаних провінцій Ріо-де-ла-Плата (Аргентини) і Бразилії, що мали до нього територіальні претензії. Бразилія зазіхала на природні падубові ліси, джерело сировини для мате, розташовані на північному сході країни на кордонах Мату-Гросу. Аргентина неохоче та з запізненням визнала незалежність Парагваю й заявляла свої права на території на схід від Парани, а також на захід від річки Парагвай. З обома країнами виникли суперечки щодо свободи (або обмеження) судноплавства на річковій системі Парагвай-Парана та доступу до регіональних ринків. Бразилія вимагала від Парагваю надати провінції Мату-Гросу доступ через річку Парагвай до Парани і Атлантики. Парагвай вимагав від Аргентини надати йому доступ до Атлантичного океану через Парану

### Парагвай перед війною

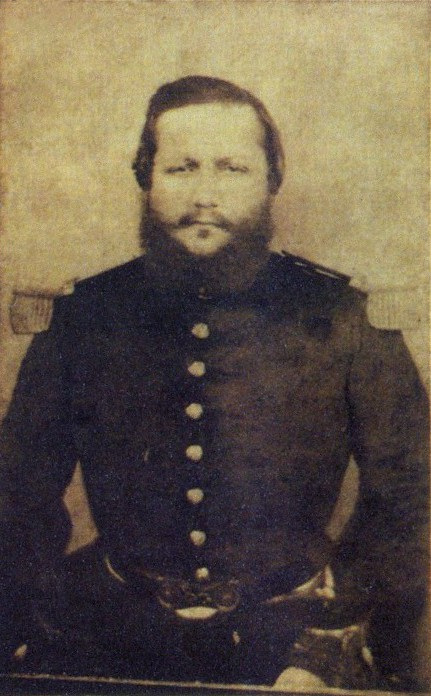
Франсіско Солано Лопес, президент Парагваю

Довоєнний розвиток Парагваю значно відрізнявся від розвитку сусідніх держав Південної Америки. Парагвай був географічно ізольованим: до поразки Болівії у Тихоокеанській війні наприкінці XIX століття він єдиний з нових незалежних латиноамериканських країн не мав виходу до моря. Він також перебував у культурній ізоляції через переважну гуаранімовність населення. Під час диктатури Хосе Гаспара Родрігеса де Франсія (1813—1840) та в перші роки диктатури його наступника Карлоса Антоніо Лопеса (1844—1862), країна також була ізольована від своїх сусідів політично і економічно. Керівництво Парагваю підтримувало курс на побудову автаркічної економіки. Режим Лопесів характеризувався жорсткою централізацією, що не залишала місця для розвитку громадянського суспільства.
Близько 98 % земель Парагваю перебувало в руках держави. Вона ж здійснювала і значну частину виробничої діяльності. Існували так звані «маєтки Батьківщини» (ісп. Estancias de la Patria) — 64 господарства під центральним урядовим управлінням. Більш як 200 іноземних фахівців, запрошених у країну, прокладали телеграфні лінії і залізниці, що сприяло розвитку сталеливарної, текстильної, паперової, друкарської промисловості, суднобудування і виробництва пороху.
Уряд повністю контролював експорт. Основними товарами, що вивозилися з країни, були цінні породи деревини і мате. Політика держави була суворо протекціоністською. Імпорт фактично перекривався високим митом. На відміну від сусідніх держав Парагвай не брав зовнішніх позик. Цю політику попередників продовжив диктатор Парагваю Франсіско Солано Лопес.
У той таки час уряд почав модернізацію армії. Ливарна майстерня в Ібікуї́, побудована 1850 року, виробляла гармати і мортири, а також боєприпаси всіх калібрів. На верфях Асунсьйона будувалися річкові військові кораблі. Зростання промислового виробництва настійно вимагало контакту з міжнародним ринком. Проте Парагвай, що розташовувався в глибині континенту, не мав виходу до моря. Щоб його досягти, суднам, що вийшли з річкових портів Парагваю, необхідно було пройти вниз річками Парана і Парагвай, досягти Ла-Плати, і лише потім вийти в океан. У задумах Лопеса було придбання порту на Атлантичному узбережжі, що можливе лише при захопленні частини бразильської території.
У ході підготовки до реалізації цих цілей продовжили розвиток військової промисловості. В армію в порядку обов'язкової військової служби призвали значну кількість солдатів, яких піддавали інтенсивному вишколу. У гирлі річки Парагвай побудували фортифікаційні споруди. Проводилася також і дипломатична підготовка. Парагвай уклав альянс з панівною в Уругваї Національною партією «Бланко» («Білі»). Відповідно, суперник Бланко — Партія «Колорадо» («Червоні») знайшла підтримку в Аргентини і Бразилії.

### Ситуація в басейні Ла-Плати до війни

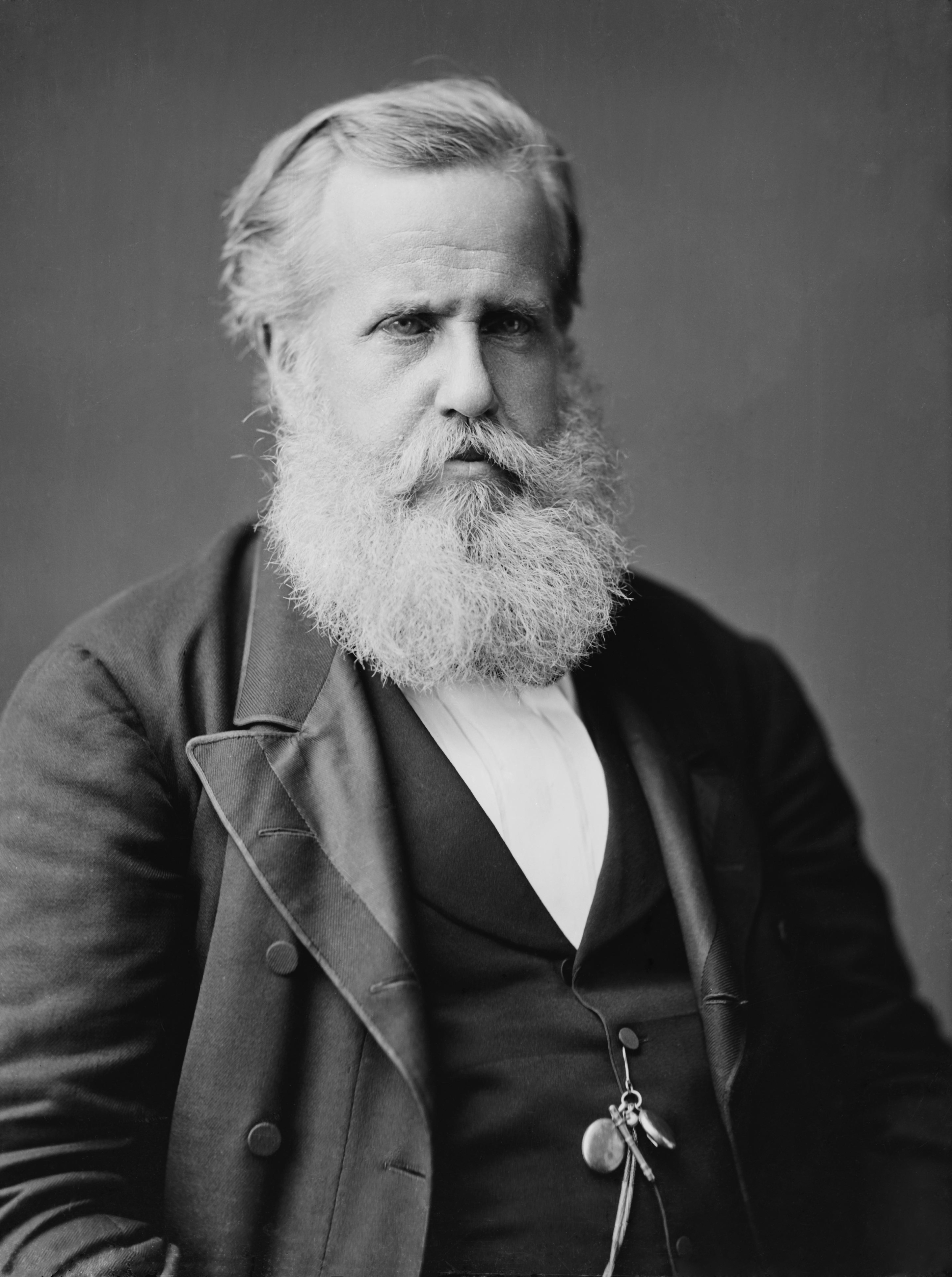
Педру II, імператор Бразильської імперії

Відтоді, як Бразилія і Аргентина здобули незалежність, між урядами Буенос-Айреса і Ріо-де-Жанейро продовжувалася боротьба за гегемонію в басейні Ла-Плати. Вона значно вплинула на зовнішню і внутрішню політику країн регіону. Конкурентні претензії на територію сучасного Уругваю спричинили Аргентино-бразильську війну 1825–1828 років, але навіть після неї Бразилія і Аргентина двічі були на межі зриву дипломатичних відносин.
Метою уряду Аргентини було об'єднання під своєю егідою всіх країн, що раніше входили у віцекоролівство Ріо-де-ла-Плата, зокрема Парагваю й Уругваю. Починаючи з першої половини XIX століття, вона робила спроби досягти цього, проте марно — багато в чому через втручання Бразилії. Саме Бразилія, що перебувала в той час під управлінням португальців, була першою країною, що визнала незалежність Парагваю у 1844 році. Побоюючись надмірного посилення Аргентини, уряд Ріо-де-Жанейро волів підтримувати баланс сил у регіоні, допомагаючи Парагваю і Уругваю зберегти суверенітет.
Окрім того, Парагвай і сам не раз втручався в політику Аргентини. Так, з 1845 по 1852 рік парагвайські війська воювали проти уряду Буенос-А́йреса із загонами провінцій Коррієнтес і Ентре-Ріос. У цей період особливо теплими були відносини Парагваю з Бразилією, що також ворогувала з аргентинським президентом Хуаном Мануелем Росасом. До його падіння у 1852 році бразильці продовжували надавати Асунсьйону військово-технічну допомогу, приділяючи особливу увагу укріпленням на річці Парана і посиленню парагвайської армії.

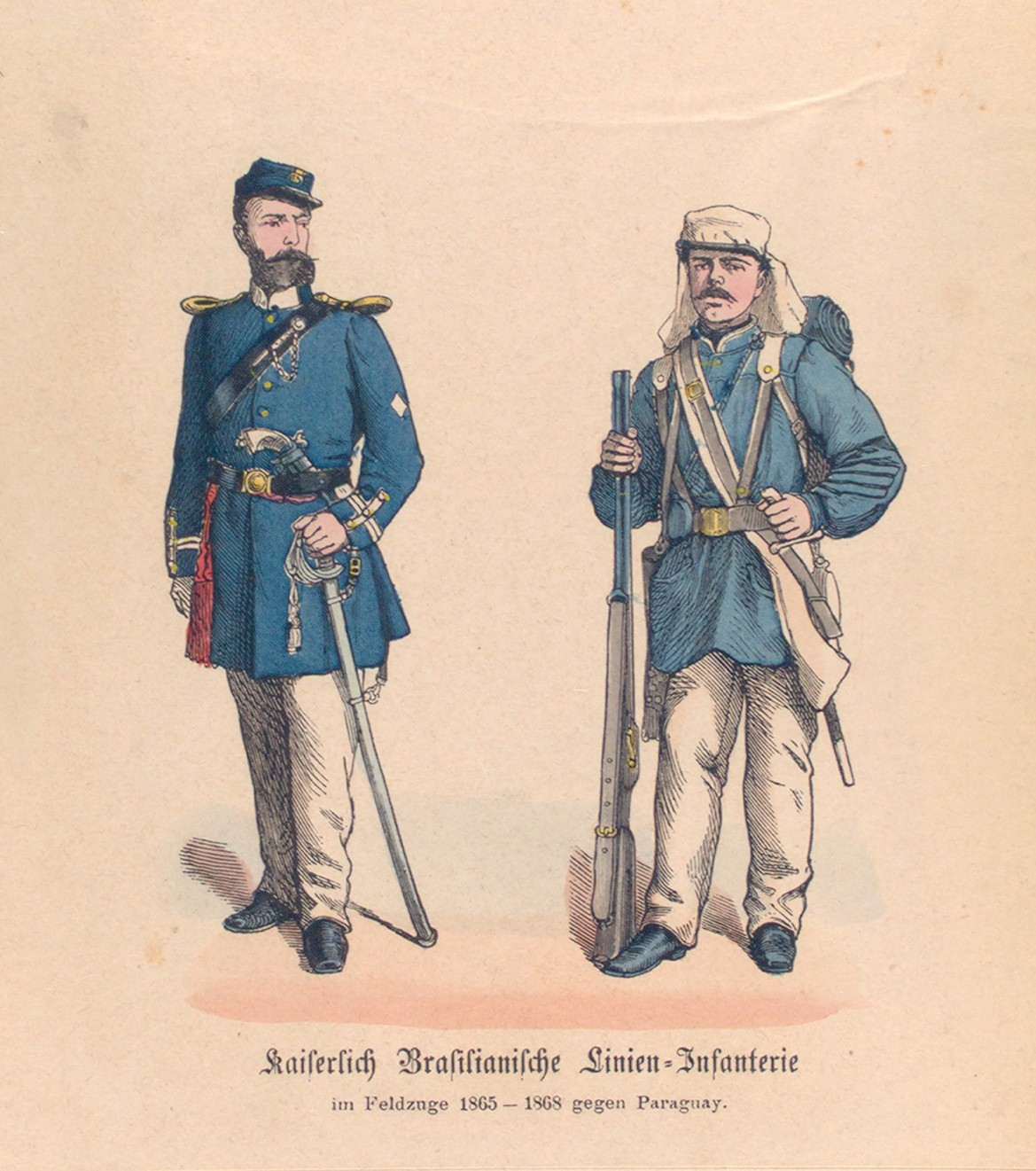
Офіцер і солдат бразильської армії

Своєю чергою бразильська провінція Мату-Гросу не була зв'язана з Ріо-де-Жанейро сухопутними дорогами, і бразильським суднам потрібно було пройти через парагвайську територію річкою Парагвай, щоб досягти Куяби. Проте часто отримання дозволу на це від парагвайського уряду було пов'язане з великими труднощами.
Після остаточного визнання незалежності Уругваю у 1828 році Бразилія мала значний вплив на уругвайську політику. Приватна компанія багатого бразильського підприємця, Ірінеу Евангеліста ді Суза, фактично була державним банком Уругваю. Інші бразильці володіли близько чотирмастами великими маєтками (estancias), які займали приблизно третину території країни. Вони протестували проти податків, які уругвайці накладали при перегоні рогатої худоби через кордон з Ріу-Гранді-ду-Сул, і підтримували постійну боротьбу між уругвайськими політичними фракціями Колорадо і Бланко. Бразилія тричі здійснювала військове і політичне втручання в справи Уругваю — в 1851 році, проти Мануеля Орібе і аргентинського впливу, у 1855 році, на прохання уругвайського уряду і Венансіо Флореса, лідера партії Колорадо (традиційного союзника бразильців) і в 1864 році, проти Атанасіо Агірре. Остання інтервенція і стала поштовхом до початку Парагвайської війни.
Отже, серед причин війни можна назвати наслідки колоніалізму в Латинській Америці в цілому, боротьбу за контроль над стратегічно важливим басейном річки Ла-Плата, втручання у внутрішні справи Уругваю Бразилії та Аргентини і експансіоністські амбіції парагвайського президента Франсіско Солано Лопеса.

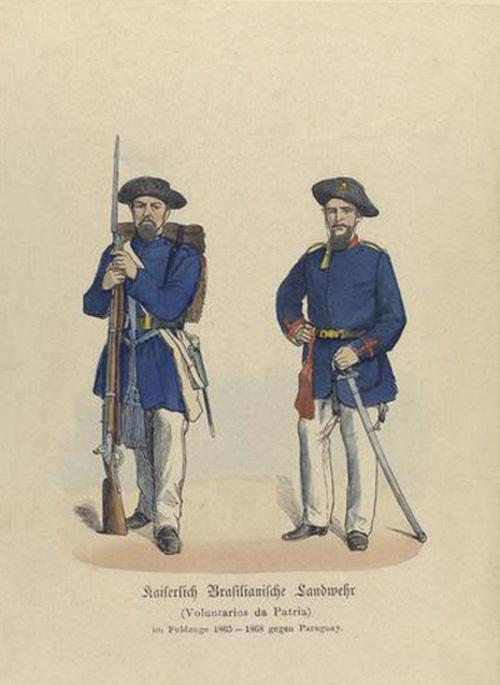
Солдати бразильського корпусу «Добровольців батьківщини»

Також, починаючи з історіографії 1860-х років, відзначається значна роль Великої Британії в ескалації конфлікту. Серед причин ймовірного втручання Британії називають те, що вона не бажала об'єднання басейну Ла-Плати в єдину державу, здатну одноосібно користуватися ресурсами регіону. Створення Великого Парагваю з автономною економікою та розвиненим промисловим сектором, чого намагався досягти Солано Лопес, означало б втрату важливого ринку британських товарів. До того, парагвайська модель автономної економіки могла бути сприйнятою сусідніми державами і Парагвай сам міг стати експортером промислової продукції. На додаток Британія потребувала нових джерел бавовни через Громадянську війну в США і тому вимагала прав на вільну торгівлю в районі Ла-Плати.
Проте серед істориків немає єдиної точки зору щодо ролі Великої Британії на початку війни. Зокрема, вказується, що відносини Британії з Бразилією, головним опонентом Парагваю, були дуже натягнутими. У 1863 році їх взагалі розірвали з ініціативи імператора Педру II через серію інцидентів за участі британського посла та розквартированих у Ріо-де-Жанейро британських моряків. Вказується також, що через вельми незалежний характер бразильського імператора Британія просто не мала важелів тиску на Бразилію.

### Бразильська інтервенція до Уругваю
У квітні 1864 року Бразилія відправила до Уругваю дипломатичну місію на чолі з Жозе Антоніу Зарайва. Її метою було отримання компенсації за збитки, заподіяні бразильським фермерам-гаучо у прикордонних конфліктах з уругвайськими фермерами. Президент Уругваю Атанасіо Агірре (Національна партія) відкинув бразильські домагання.
Солано Лопес запропонував себе як посередника на переговорах, але бразильці виступили проти цієї пропозиції. У серпні 1864 року Парагвай розірвав дипломатичні відносини з Бразилією і оголосив, що окупація Уругваю бразильськими військами буде порушенням рівноваги в регіоні. 12 жовтня бразильські частини вторглися до Уругваю. Прихильники Венансіо Флореса і партії Колорадо, підтримані також і Аргентиною, об'єдналися з бразильцями і повалили Агірре.

## Хід бойових дій

### Початок війни

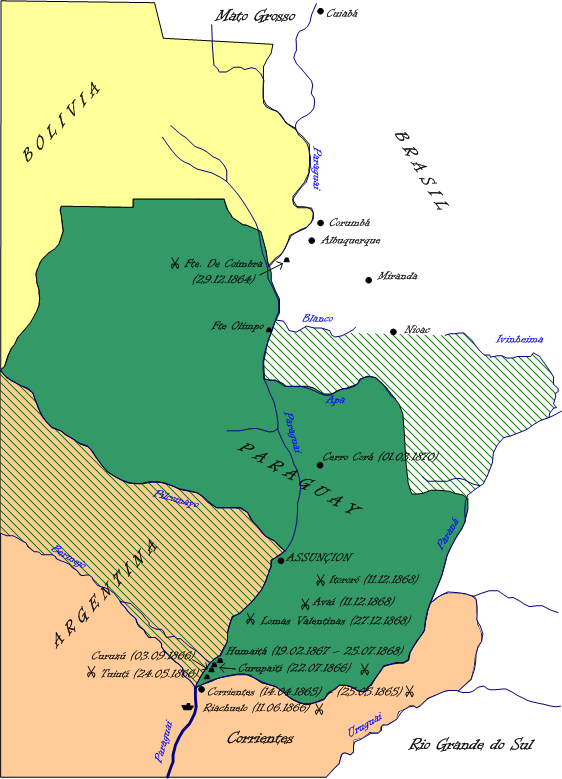
Мапа бойових дій та територіальні втрати Парагваю в результаті війни.

Атаковані бразильцями, уругвайські «Бланко» попросили Лопеса про допомогу, проте Парагвай не надав її негайно. Натомість 11 листопада 1864 року Солано Лопес віддав наказ захопити бразильське судно «Маркіз Олінда», що прямувало річкою Парагвай у провінцію Мату-Гросу з новопризначеним губернатором провінції полковником Фредеріку Карнейру Кампусом на борту. Наступного дня, 12 листопада, це здійснив парагвайський корабель «Такуарі». 13 грудня 1864 року Парагвай оголосив війну Бразилії, а трьома місяцями опісля, 18 березня 1865 року — Аргентині. Уругвай, вже під управлінням Венансіо Флореса, увійшов до союзу з Бразилією і Аргентиною, завершивши, у такий спосіб, утворення Потрійного Альянсу.
На початку війни сили парагвайської армії налічували 38 000—50 000 добре підготовлених солдатів з 60 000, що були в резерві. Флот Парагваю налічував 23 невеликі пароплави і ряд дрібних суден, згрупованих навколо канонерського човна «Такуарі», причому майже всі ці кораблі переобладнали з цивільних. Замовлені в Європі 5 новітніх броненосців «Немезіс», «Беллона», «Мінерва», «Тритон» та «Медуза» не встигли прибути до початку бойових дій, а пізніше були навіть перекуплені Бразилією й увійшли до складу її флоту. Артилерія парагвайців налічувала близько 400 гармат, але лише близько двадцяти з них були сучасними, решту становили іспанські колоніальні гармати XVII століття, багато з яких прибули до Парагваю як корабельний баласт.

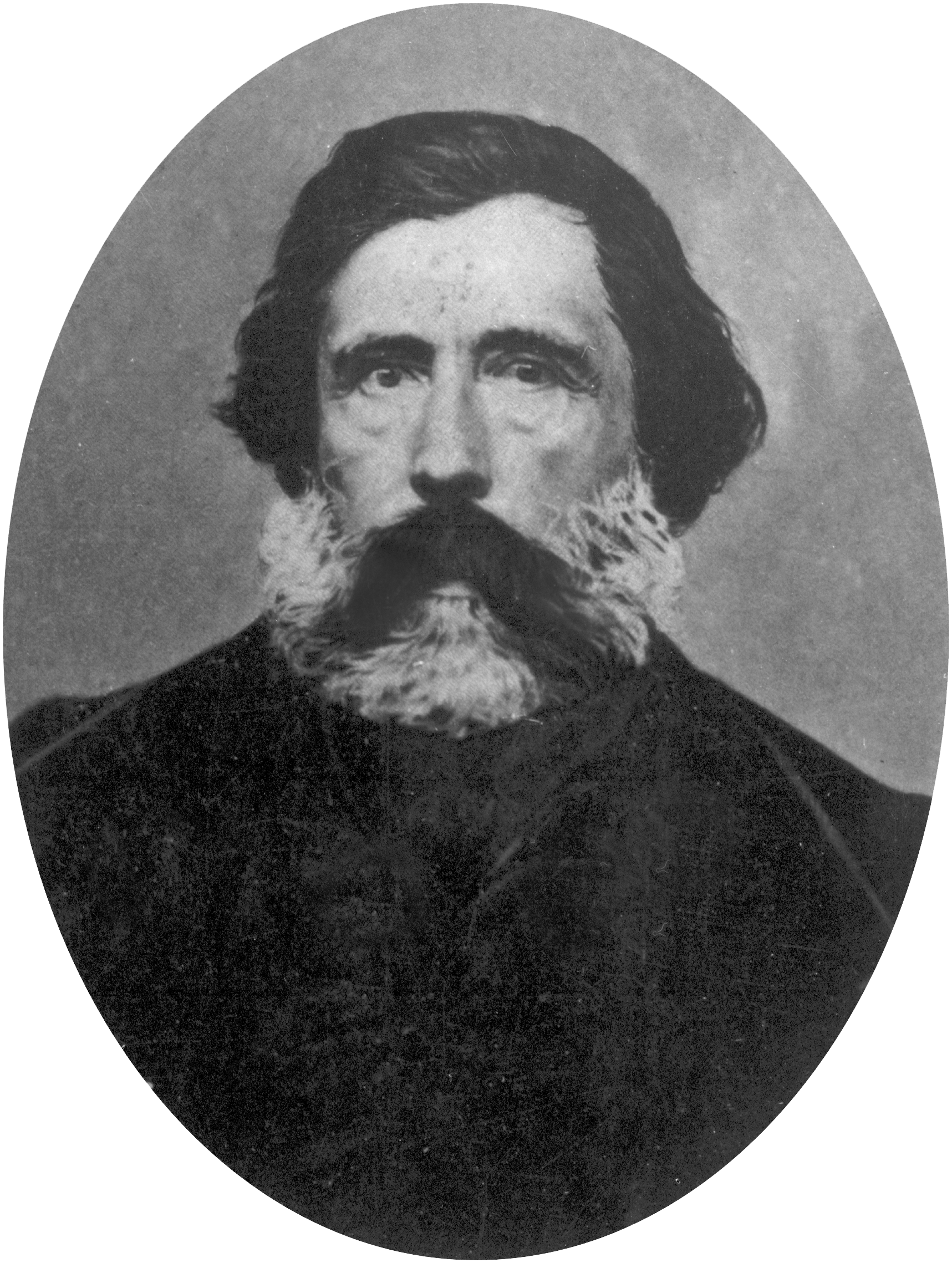
Венансіо Флорес, президент Уругваю

Армії держав Потрійного альянсу поступалися парагвайським в чисельності. Аргентина мала у складі регулярних частин близько 8 500 осіб, а також ескадру з чотирьох пароплавів і однієї шхуни. Уругвай вступив у війну без флоту і з менш ніж двотисячною армією. Більша частина 16 000-ї бразильській армії на початку війни перебувала в гарнізонах на півдні країни, в Ріу-Гранді-ду-Сул. Разом з тим, Бразилія володіла могутнім флотом, що складався з 42 суден з 239 гарматами і особовим складом, що налічував 4 000 моряків. При цьому значна частина флоту під командуванням маркіза Тамандаре́ вже була зосереджена в басейні Ла-Плати для інтервенції проти Агірре.
Попри відносно велику чисельність військ, Бразилія не підготувалась до війни. Її армія була погано організована. Війська, використані в Уругваї, складалися головним чином із загонів гаучо і деяких частин Національної гвардії. У зв'язку з цим бразильські частини, що билися в Парагвайській війні, не були професійними, а комплектувалися добровольцями, так званими «добровольцями батьківщини» (порт. Voluntários da Pátria). Серед них було багато рабів, яких надіслали фермери. Кавалерія формувалась з Національної гвардії провінції Ріу-Гранді-ду-Сул.
1 травня 1865 року в Буенос-Айресі Бразилією, Аргентиною і Уругваєм був підписаний Договір про Потрійний Альянс, що об'єднав ці три країни в боротьбі проти Парагваю. Верховним головнокомандувачем союзних військ став президент Аргентини Бартоломе Мітре.

### Парагвайський наступ
У перший період війни ініціатива була в руках парагвайців. Перші битви — вторгнення у бразильську провінцію Мату-Гросу на півночі у грудні 1864, в Ріу-Гранді-ду-Сул на півдні на початку 1865 року, і в аргентинську провінцію Коррієнтес — були нав'язані учасникам Альянсу наступальною парагвайською армією.
Парагвайські війська одночасно вдерлися у Мату-Гросу двома колонами. Завдяки чисельній перевазі їм вдалося достатньо швидко захопити провінцію.
Перша колона з 2440 осіб під командуванням полковника Вісенте Барріоса на 10 суднах піднялася річкою Парагвай і атакувала бразильський форт Нова Коїмбра (зараз у штаті Мату-Гросу-ду-Сул). Невеликий гарнізон, що складався з 155 осіб під командуванням підполковника Ерменгільду ді Альбукерке Порту-Карреру, що пізніше отримав титул барон Форт Коїмбра, протягом трьох днів обороняв укріплення. Вичерпавши запаси, захисники залишили форт і на борту канонерського човна «Ан'ямбаї» вирушила у напрямку Корумби. Зайнявши залишений форт, парагвайці продовжили рух на північ і в січні 1865 року заволоділи селищами Альбукерке і Корумба. Кілька бразильських суден, у тому числі і «Ан'ямбаї», дісталися парагвайцям.
Друга колона парагвайських військ з 1500 осіб під командуванням полковника Франсіско Ісідоро Рескіна вдерлася на територію Мату-Гросу південніше. Один із батальйонів цього угрупування, під командуванням майора Мартіна Урб'єта, 29 грудня 1864 року натрапив на запеклий опір невеликого загону бразильців з 16 осіб під командуванням лейтенанта Антоніу Жуана Рібейру. Лише повністю знищивши їх, парагвайці змогли пройти далі. Розбивши війська полковника Жозе Діаза да Сілва, парагвайці продовжили наступ у напрямі районів Ніоакві та Міранда. У квітні 1865 року вони досягли містечка Кошін (нині північ штату Мату-Гросу-ду-Сул).
Попри успіхи, парагвайські війська не продовжили наступ на Куябу, столицю провінції Мату-Гросу. Головною метою їхнього удару в цьому районі було лише вигнання бразильських сил з півдня басейна Ла-Плата, де згодом вирішуватиметься доля війни.
Другим етапом парагвайського наступу було вторгнення в аргентинську провінцію Коррієнтес і в бразильську Ріу-Гранді-ду-Сул. Допомогти уругвайським «Бланко» безпосередньо парагвайці не могли — для цього потрібно було перетнути територію, що належала Аргентині. Тому в березні 1865 року уряд Солано Лопеса звернувся до аргентинського президента Бартоломе Мітре з проханням пропустити через провінцію Коррієнтес армію з 25 000 осіб під командуванням генерала Венсеслао Роблеса. Проте Мітре, який ще недавно був союзником бразильців в інтервенції проти Уругваю, відмовив.
18 березня 1865 року Парагвай оголосив Аргентині війну. Парагвайська ескадра, спустившись річкою Парана, замкнула аргентинські судна в порту Коррієнтеса, а частини генерала Роблеса, що йшли слідом, узяли місто. Вторгаючись на територію Аргентини, уряд Лопеса намагався заручитися підтримкою Хусто Хосе де Уркіси, губернатора провінцій Коррієнтес і Ентре-Ріос, що був головою федералістів і супротивником Мітре та буенос-айреського уряду. Проте Уркіса зайняв двозначну позицію щодо парагвайців, вимушених припинити рух, пройшовши на південь близько 200 кілометрів.
Одночасно з військами Роблеса, 10 000-ний підрозділ парагвайців під командуванням підполковника Антоніо де ла Крус Естігаррібіа перетнув аргентинський кордон південніше Енкарнасьйона. У травні 1865 року він дійшов до бразильської провінції Ріу-Гранді-ду-Сул, спустився вниз річкою Уругвай і 12 червня 1865 року заволодів містом Сан-Боржа. Уругваяна, розташована південніше, була зайнята 5 серпня без особливого опору.

### Труднощі Аргентини

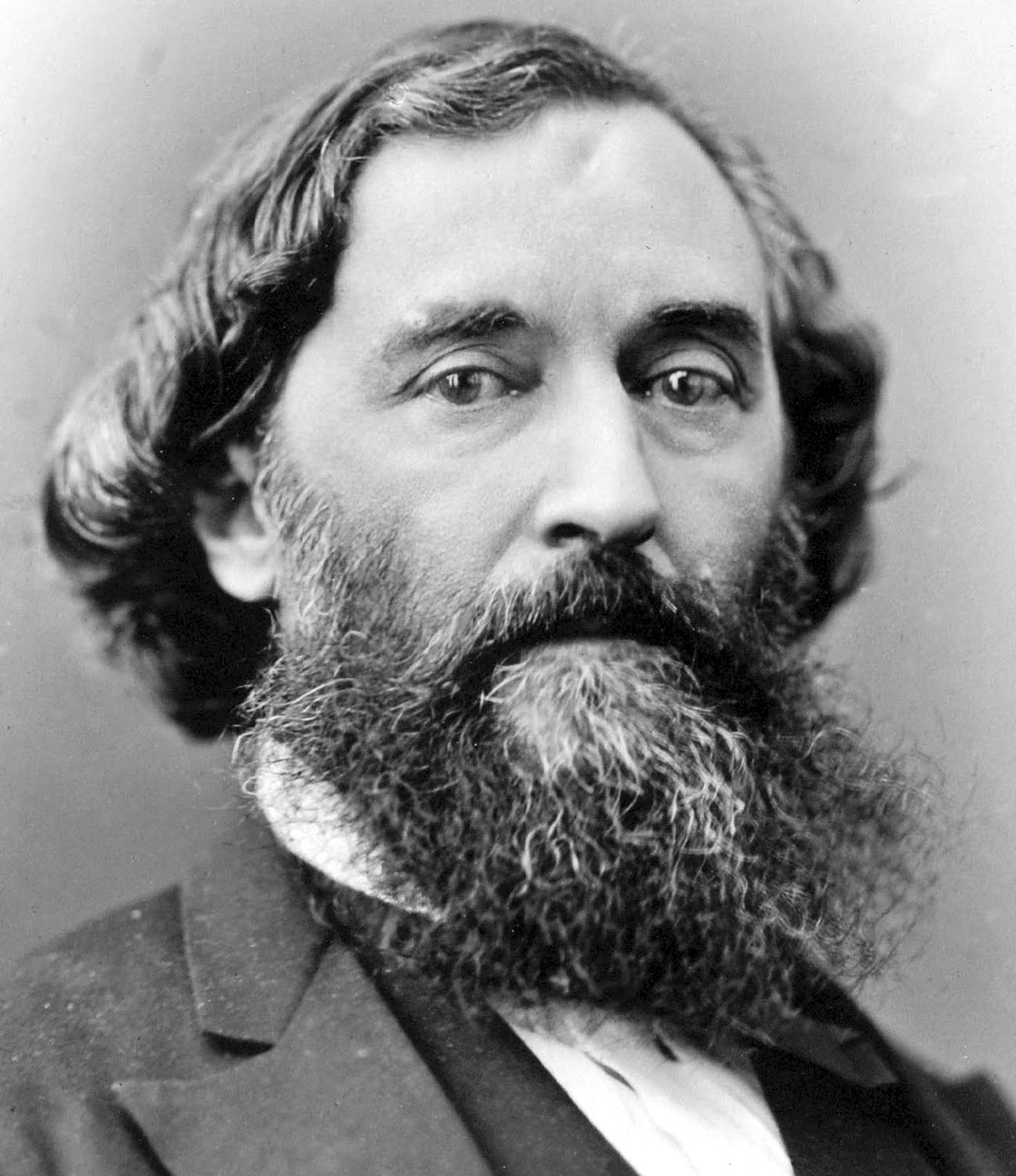
Бартоломе Мітре, президент Аргентини

Початок війни з Парагваєм не привів до консолідації політичних сил усередині Аргентини. Опозиція поставилася вкрай насторожено до ініціативи Мітре вступити в альянс з Бразилією. Багато хто вважав війну з Парагваєм братовбивчою. Серед аргентинців ширилися чутки, що дійсною причиною конфлікту була не парагвайська агресія, а непомірні особисті амбіції президента Мітре. Відзначалось, що Лопес вдерся до Бразилії, вважаючи Мітре своїм союзником, тому перехід Аргентини на бік Бразилії був для парагвайців несподіванкою. Вони ще пам'ятали, як аргентинський флот відмовився пропустити ворожі для Парагваю бразильські кораблі через Ла-Плату на початку 1865 року. Проте події розвивалися сприятливо для прихильників війни. Дуже вчасно отримали звістку про викрадення парагвайцями в провінції Коррієнтес місцевих мешканок. У результаті війна тривала й далі.
Протягом усієї війни в Аргентині тривали антиурядові й антивоєнні виступи. Так, 3 липня 1865 року в Басуальдо відбулося повстання 8 000 військовослужбовців ополчення провінції Ентре-Ріос, які відмовилися воювати проти парагвайців. У цьому випадку буенос-айреський уряд утримався від каральних заходів проти бунтівників, проте вже наступний виступ у Толедо в листопаді 1865 року був жорстоко придушений за допомоги бразильських військ. У листопаді 1866 року нове повстання спалахнуло у провінції Мендоса та поширилося на сусідні провінції Сан-Луїс, Сан-Хуан і Ла-Ріоха. Для придушення цього виступу кинули значну частину аргентинських сил. Президент Мітре спеціально повернувся з Парагваю й особисто очолив війська. В липні 1867 року збунтувалась провінція Санта-Фе, а в 1868 — провінція Коррієнтес. Останнє повстання відбулося вже після закінчення бойових дій: у квітні 1870 року проти Буенос-Айреса виступала провінція Ентре-Ріос. Попри успішне придушення опозиції, аргентинський уряд ослаб через безперервну боротьбу з нею.

### Перша відповідь Бразилії

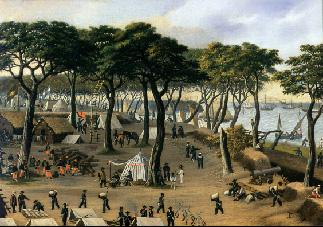
Табір бразильської армії біля Курузу, 20 вересня 1866 (картина Кандідо Лопеса)

У квітні 1865 року колона бразильських військ з 2 780 осіб під командуванням полковника Мануела Педру Драгу вийшла з міста Убераба провінції Мінас-Жерайс. Метою бразильців було вибиття парагвайців з провінції Мату-Гросу. В грудні 1865 року, після важкого двотисячокілометрового маршу через чотири провінції, колона прибула в місто Кошін, яке вже полишив противник. У вересні 1866 року війська полковника Драгу прибули в район Міранди, також залишений парагвайцями. В січні 1867 року колона, чисельність якої скоротилася до 1 680 осіб і отримала нового командира, полковника Карлуса ді Мораїс Камісана, спробувала вдертися на парагвайську територію, але атаку відбила кавалерія противника.
Разом з тим, попри успіхи бразильців, які в червні 1867 року узяли Корумбу, парагвайці міцно тримали провінцію Мату-Гросу. Вони були змушені відступити з неї лише у квітні 1868 року і перемістили війська на головний театр військових дій на півдні країни.

### Битва при Ріачуело

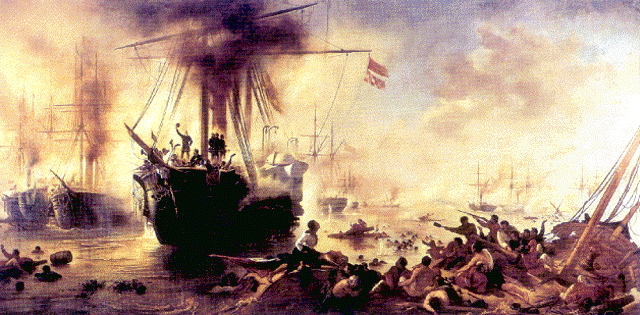
Битва при Ріачуело (картина Віктора Мейрелліса).

Бразилія з початку війни мала значну перевагу над парагвайцями у військовому флоті, яку вона намагалася використати для встановлення контролю над річками регіону. Через майже повну відсутність доріг, річки басейну Ла-Плати мали стратегічне значення, і той, хто контролював водні шляхи, отримував значну перевагу у війні. Саме цьому всі головні фортеці парагвайців були збудовані у нижній течії річки Парагвай.
11 червня 1865 року між флотами сторін відбулася велика битва при Ріачуело. Парагвайський флот за задумом Солано Лопеса повинен був несподівано атакувати більшу за розміром бразильську ескадру, щоб залишити сухопутні війська Альянсу без допомоги. Проте, через технічні проблеми, атака не була настільки несподіваною, як це планувалося, і бразильські кораблі під командуванням адмірала Франсіско Мануела Баррозу да Сілва повністю розбили парагвайський флот.
Перемога союзників при Ріачуело змінила хід бойових дій, запобігши подальшому просуванню парагвайців на аргентинську територію. Битва практично вирішила результат війни на користь Потрійного Альянсу, який з цієї миті контролював річки басейну Ла-Плати.

### Звільнення Уругваяни та відтиснення парагвайських військ
16 червня бразильська армія перетнула кордон Ріу-Гранді-ду-Сул з метою оточення Уругваяни, скоро до неї приєдналися війська союзників. Війська Потрійного Альянсу були зібрані в таборі під містом Конкордія (в аргентинській провінції Ентре-Ріос). Загальне командування здійснював Мітре, бразильськими військами командував фельдмаршал Мануел Луїс Озоріу. Частину сил під командуванням генерал-лейтенанта Мануела Маркеса ді Суза, барона Порту-Алегрі, відправили для завершення розгрому парагвайських військ під Уругваяною; результат не забарився позначитися: 18 вересня 1865 року парагвайці здалися.
У той час, поки Лопес вже віддавав наказ на відступ частинам, що зайняли Коррієнтес, бразильські війська, що просувалися від Сан-Боржа, зуміли зупинити просування парагвайців на територію провінції Ріу-Гранді-ду-Сул. 17 серпня один із парагвайських загонів (3200 солдатів під командуванням майора Педро Дуарте), що продовжували рух до Уругваю, був розбитий союзними військами під командуванням уругвайського президента Флореса в битві під Ятаї на березі річки Уругвай.
У подальші місяці парагвайські війська вибили з міст Коррієнтес і Сан-Косме, покинувши останній клаптик аргентинської землі, що ще перебував у руках парагвайців. Отже, до кінця 1865 року Потрійний Альянс перейшов у наступ. Його армії, що на той час налічували 42 000 піхоти та 15 000 кавалерії, були готові до вторгнення на територію Парагваю.

### Вторгнення союзників до Парагваю

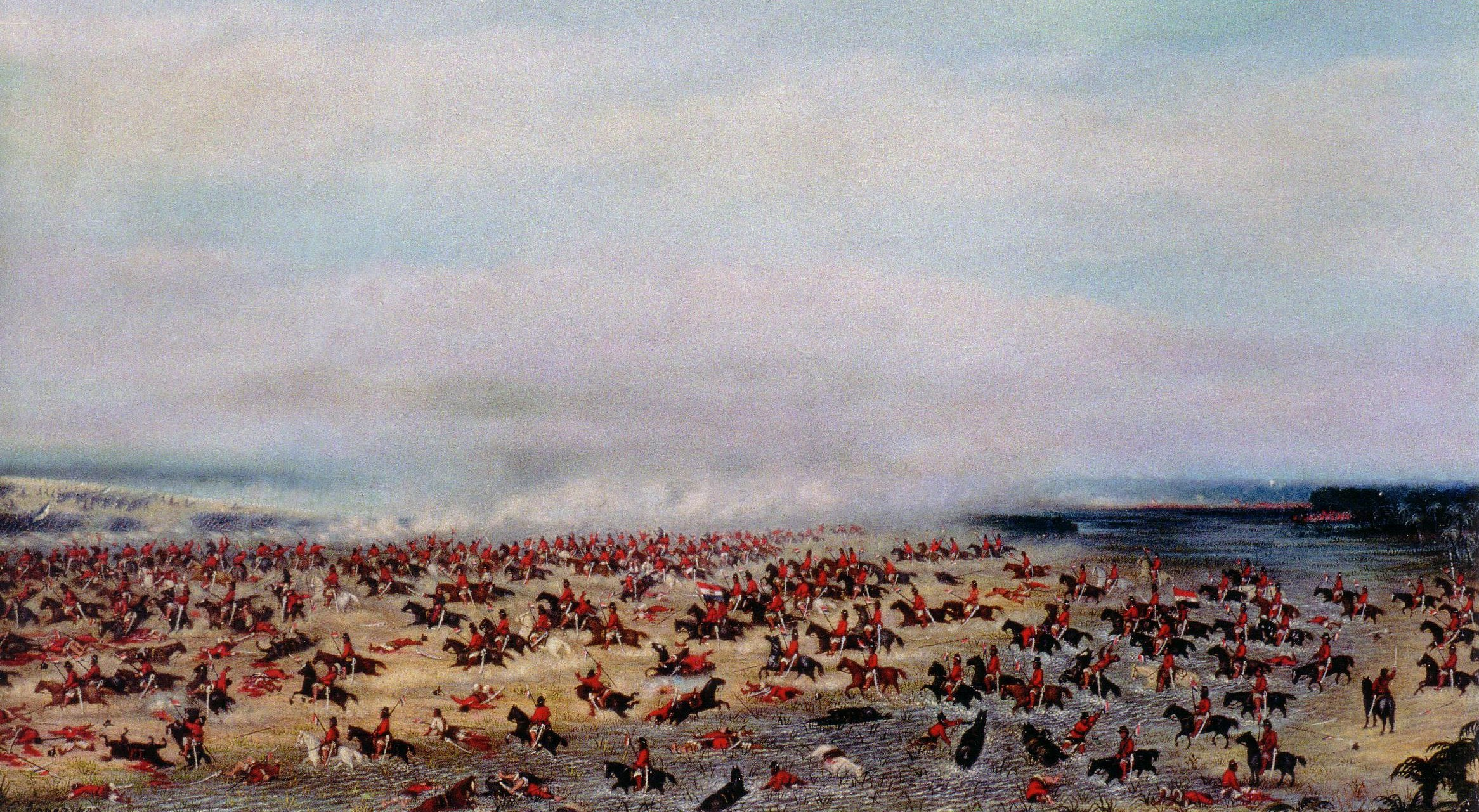
Битва при Туюті (картина Кандідо Лопеса).

Вторгнення союзників йшло за течією річки Парагвай, починаючи від парагвайської фортеці Пасо-де-ла-Патрія. З квітня 1866 по липень 1868 року військові операції проходили поблизу місця злиття річок Парагвай і Парана, де парагвайці розташували свої головні укріплення. Попри первинні успіхи військ Потрійного Альянсу, ці оборонні споруди затримали просування союзних сил на більш ніж дворічний термін.
Першою, 16 квітня 1866 року, впала фортеця Ітапіру. Після битв біля Пасо-де-ла-Патрія (25 квітня 1866 року) і Естеро-Беяку, союзні війська отаборилися на болотах Туюті. Тут 24 травня 1866 року їх атакували парагвайці, в цій битві союзники знову взяли гору. Перша битва при Туюті стала найбільшою генеральною битвою в історії Південної Америки.
У липні 1866 року замість хворого фельдмаршала Озоріу командування 1-м корпусом бразильської армії прийняв генерал Полідору да Фонсека Кінтанілья Жордан. Одночасно в район бойових дій з Ріу-Гранді-ду-Сул прибув 2-й бразильський корпус — 10 000 осіб під командуванням барона Порту-Алегрі.

Мапа естуарію річки Парагвай, де відбулися найважливіші битви війни.

Щоб відкрити шлях до найсильнішої парагвайської фортеці Умаїти, Мітре віддав наказ захопити батареї Курусу і Курупайті. Курусу вдалося узяти несподіваною атакою військ барона Порту-Алегрі, проте під час битви при Курупайті захисникам фортеці під командуванням відомого генерала Хосе Едувігіса Діаса вдалося відбити наступ союзних військ вогнем своїх батарей. Атака 20 000 аргентинських і бразильських солдатів під командуванням Мітре і Порту-Алегрі, підтриманих ескадрою адмірала Тамандаре, була відбита. Важкі втрати (5 000 осіб всього за кілька годин) привели до кризи в командуванні союзними силами і припинення наступу.
12 вересня 1866 року Франсіско Солано Лопес зустрівся з президентом Аргентини Мітре. Проте ця спроба укладення миру зірвалася — насамперед через протидію бразильців, що не бажали припинення війни. Бойові дії продовжилися.

### Командування Кашіаса
10 жовтня 1866 року, через розбіжності між командувачем бразильською частиною союзних військ маршалом Озоріу та аргентинським президентом Мітре, новим командувачем бразильськими військами став маршал Луїс Алвіс ді Ліма і Сілва, маркіз Кашіас (пізніше отримав титул герцога). Прибувши до Парагваю в листопаді, він знайшов бразильську армію практично паралізованою. Аргентинські й уругвайські війська, спустошені хворобами, розташовувалися окремо. Мітре і Флорес, вимушені займатися питаннями внутрішньої політики своїх країн, повернулися додому. Тамандаре був зміщений, на його місце був призначений адмірал Жуакін Жозе Інасіу (майбутній віконт Ін'яума). Озоріу організовував у Ріу-Гранді-ду-Сул 3-й корпус бразильської армії, що складався з 5 000 осіб.

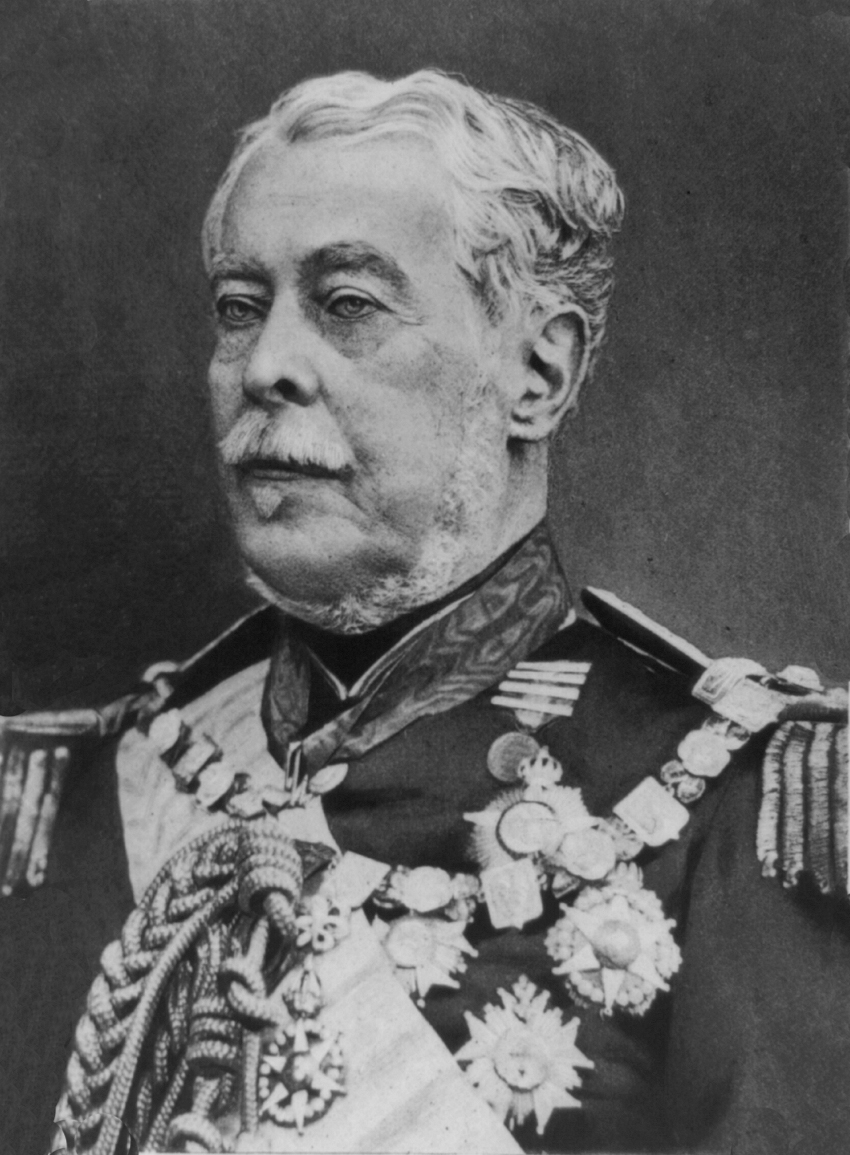
Луїс Алвіс ді Ліма і Сілва, герцог Кашіас

За відсутності Мітре, командування прийняв Кашіас, що відразу почав реорганізацію армії. З листопада 1866 по липень 1867 року він прийняв ряд заходів з організації лікувальних установ (щоб допомогти безлічі постраждалих солдатів і для боротьби з епідемією холери), а також значно поліпшив систему постачання військ. У цей період військові дії обмежувалися дрібними сутичками з парагвайцями і бомбардуванням Курупайті. Лопес скористався дезорганізацією супротивника для посилення оборони фортеці Умаїта.
Задум Кашіаса зводився до удару у фланг лівого крила парагвайських укріплень. Обійшовши фортецю, союзники повинні були перерізати сполучення Умаїти з Асунсьйоном, оточивши, у такий спосіб, парагвайські частини. Для здійснення цього плану Кашіас віддав наказ просуватися до Тую-Куе.
Проте Мітре, що повернувся до командування армією в серпні 1867 року, наполягав на новій атаці проти правого крила парагвайських укріплень, попри попередній провал аналогічної атаки у Курупайті. За його наказом бразильська ескадра просунулася далі нескореної батареї, але мусила зупинитися біля фортеці Умаїта. У керівництві союзників знов виникли розбіжності: Мітре хотів продовжити штурм, проте бразильці взяли розташовані північніше містечка Сан-Солано, Піке і Таї й ізолювали Умаїту від Асунсьйона, виконавши, таким способом, первинний задум Кашіаса. У відповідь парагвайці спробували атакувати ар'єргард союзників в Туюті, але знову програли.

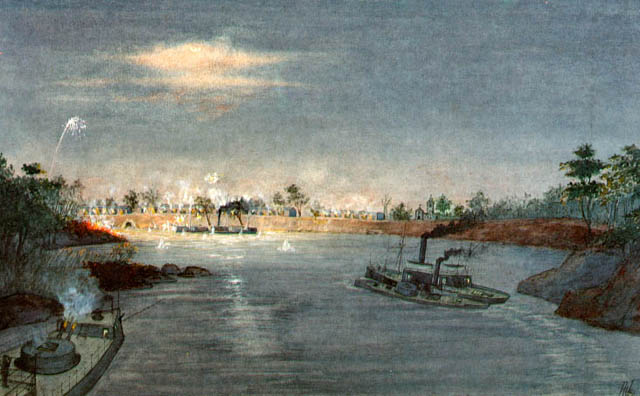
Протока Умаїта.

У січні 1868 року, після того, як Мітре знов повернувся до Аргентини, Кашіас знову прийняв командування союзними силами. 19 лютого 1868 року за його наказом ескадра бразильських кораблів під командуванням капітана Делфіна Карлуса ді Карвалью (що пізніше отримав титул барона Пассажена) обійшла Курупайті і Умаїту, відрізавши їх від решти Парагваю. 25 липня, після довгої облоги, Умаїта впала.
Перейшовши в наступ на Асунсьйон, союзна армія пройшла 200 кілометрів до річки Пікіссірі, на якій парагвайці звели оборонну лінію, що використала властивості місцевості і включала форти Ангостура і Іта-Ібате. Лопесу вдалося зосередити тут близько 18 000 осіб.
Не бажаючи втягуватися у фронтальні бої, Кашіас вирішив діяти гнучкіше. Поки флот атакував укріплення форту Ангостура, війська переправилися на правий берег річки. Проклавши через болота Чако дорогу, солдати Кашіаса зуміли просунутися на північний схід, а біля міста Віллета знов перешли річку, обійшовши, таким способом, парагвайські укріплення і відрізавши ї від Асунсьйона. Пізніше ці дії отримали назву «Маневр під Пікіссірі». Завершивши переправу, Кашіас не став брати практично беззахисний Асунсьйон, натомість союзники вдарили на південь, у тили парагвайських укріплень.

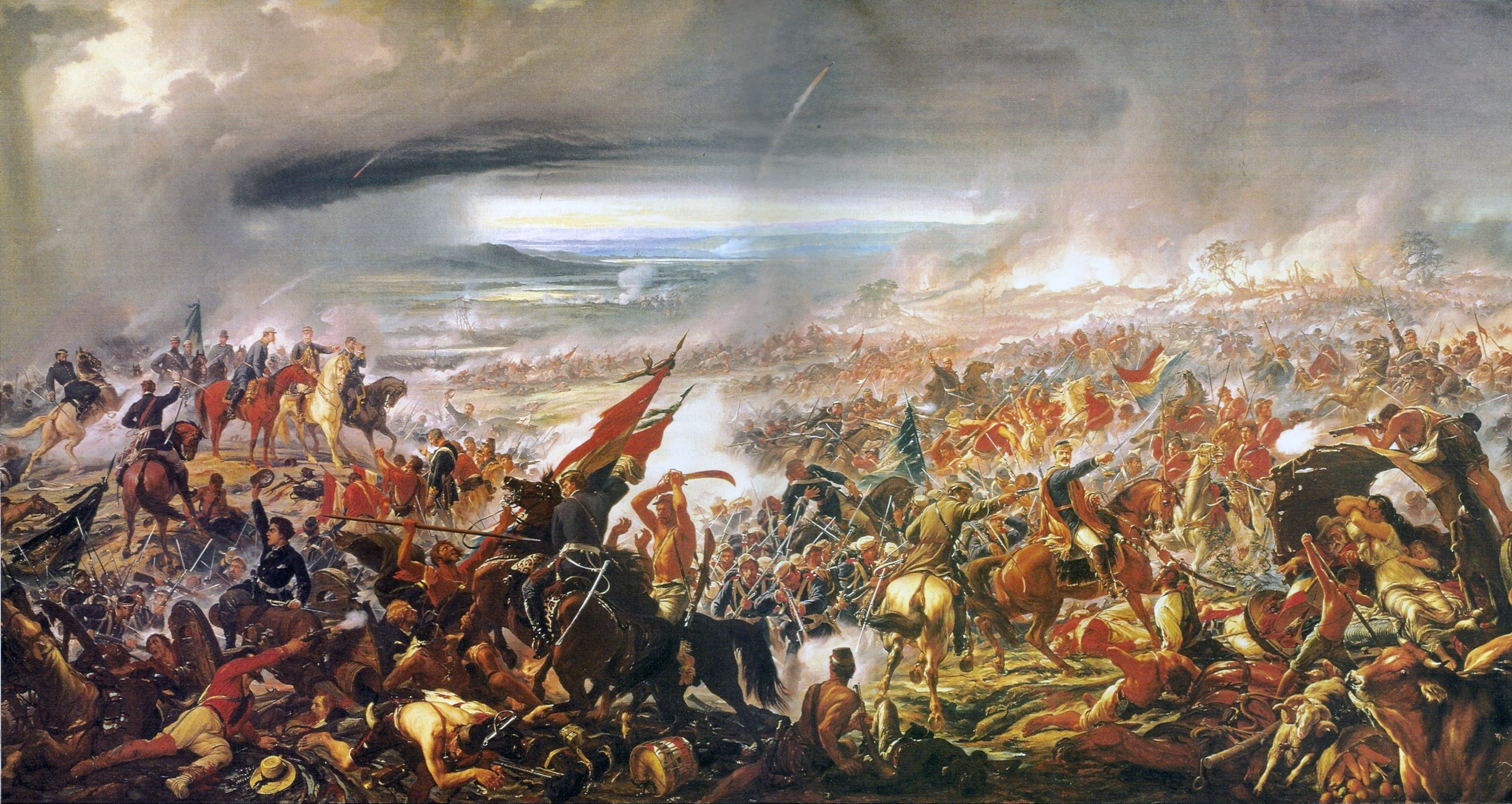
Битва при Аваї (картина Педру Америку).

У грудні 1868 року Кашіасу вдалося отримати серію перемог над оточеною парагвайською армією. Битви при Ітороро (6 грудня), Аваї (11 грудня), Ломас-Валентінас і Ангостурі (30 грудня) практично знищили залишки парагвайських військ. 24 грудня троє командувачів військами Альянсу (Кашіас від Бразилії, Желлі і Обес від Аргентини і Енріке Кастро від Уругваю) запропонували Франсіско Солано Лопесу здатися. Проте Лопес відкинув цю пропозицію і втік у гористу місцевість Сьєрро-Леон.
1 січня 1869 року Асунсьйон був зайнятий військами під командуванням полковника Ермеса Ернесту да Фонсека (батька майбутнього маршала і 8-го президента Бразилії Ермеса Родрігеса да Фонсека). У руки бразильців непошкодженими потрапили арсенал і столичні корабельні, які дали можливість відремонтувати флот, що отримав серйозні пошкодження. Через п'ять днів у місто з рештою армії прибув фельдмаршал Кашіас, ще через тринадцять днів він залишив командування.

### Останні битви

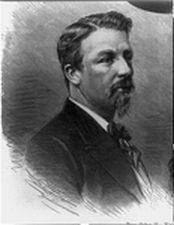
Граф д'Е, командувач бразильськими військами наприкінці війни.

Керувати бразильськими військами на завершальному етапі війни був призначений зять імператора Бразилії Педру II, Луїс Філіпе Гастон ді Орлеанс, граф д'Е. Його метою був не тільки повний розгром Парагваю, але і посилення бразильських позицій в регіоні. У серпні 1869 року Потрійний союз призначив в Асунсьйоні тимчасовий уряд Парагваю, очолив його Сіріло Антоніо Ріварола.
Франсіско Солано Лопес продовжив війну в горах на північному сході від Асунсьйона. Протягом року союзницька армія чисельністю 21 000 осіб на чолі з графом д'Е придушувала опір парагвайців. У битвах при Пірібебуї і Акоста-Нью з парагвайського боку загинуло більш ніж 5 000 осіб; значну їх частину складали призвані в армію діти.
На піймання Солано Лопеса, який із загоном з 200 осіб ховався в лісах на півночі, вислали два загони. 1 березня 1870 року війська генерала Жозе Антоніу Коррея да Камара застали зненацька останній табір парагвайських військ в Серро-Кора́. Під час битви Франсіско Солано Лопес був убитий, коли намагався переплисти річку Акідабана. За переказами, його останніми словами були: «Я вмираю за Батьківщину!» (ісп. «¡Muero por la Patria!»). Загибель Лопеса ознаменувала кінець війни.

### Тотальний характер війни

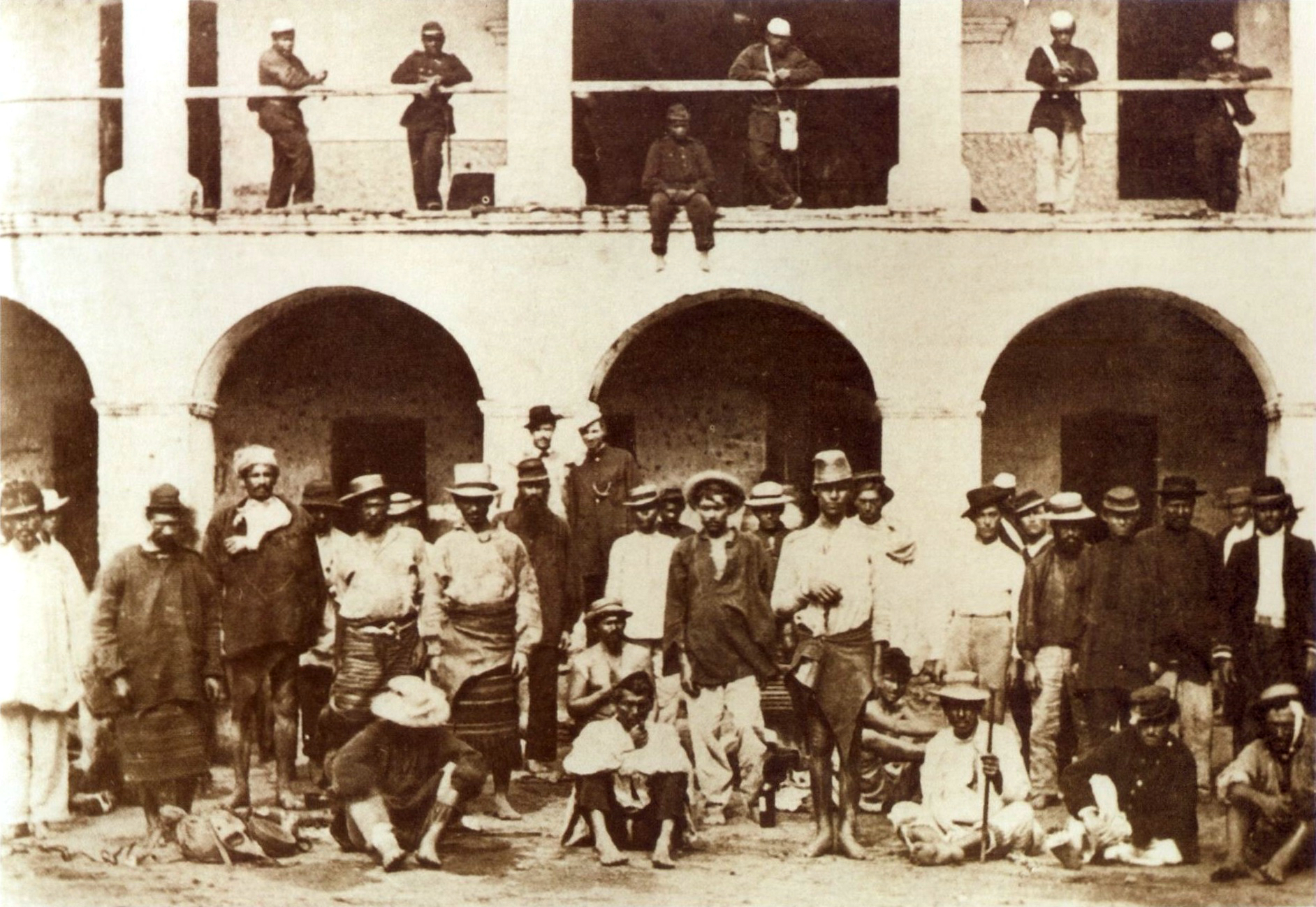
Парагвайські військовополонені

Для Парагваю війну Потрійного Альянсу можна з повним правом назвати «тотальною війною». Безпрецедентна готовність парагвайської армії та населення продовжувати боротьбу в умовах дедалі гіршої військової ситуації та жахливих втрат живилася з різних джерел: традиційна патріотична відданість президенту, націоналістичне, мілітаристське та авторитарне виховання населення, брак інформації, окрім офіційної пропаганди та терористичні заходи уряду. Під час війни навіть незначна критика влади каралася ув'язненням, примусовою працею, шмаганням або примусовим переселенням з міста в сільську місцевість. Солано Лопес навіть наказав стратити власних братів і піддав тортурам свою матір і сестер, коли запідозрив їх в опозиційності. В армію Парагваю після загибелі значного числа дорослих чоловіків призивалися також жінки й неповнолітні; так, 16 серпня 1869 року в битві при Акоста-Нью билися 3 500 дітей і підлітків від 9 до 15 років (із загальної кількості парагвайських сил 6 000 осіб). Кількість дітей, що загинули, є спірною, деякі свідчення називають цифру 700, але всі історики сходяться на думці про жорстокість цієї битви. На вшанування пам'яті загиблих 16 серпня в сьогоднішньому Парагваї святкується День Дитини. Економіка виробляла продукцію суто для воєнних потреб, сільськогосподарське виробництво підтримувалося на мінімальному рівні коштом праці жінок і дітей.

## Наслідки війни

### Втрати

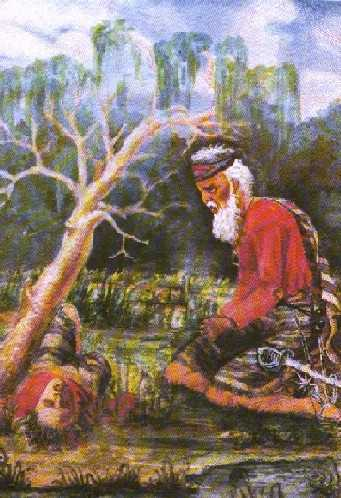
Парагвайський солдат перед тілом свого сина (картина Хосе Ігнасіо Гармендії).

Парагвай зазнав під час війни величезних людських втрат. Втрати Парагваю у війні вже давно є одним з центральних пунктів суперечок у дослідженнях про війну Потрійного Альянсу. Це пов'язано з кількісними та якісними проблемами щодо даних переписів населення Парагваю до і після війни, які породили низку іноді дуже суперечливих оцінок і запеклих наукових дискусій, проте сам факт загибелі більшої частини населення не викликає суперечок. Окрім суто бойових втрат, спричинені війною хаос та хвороби також забрали життя цивільного населення. Конкретні цифри в різних дослідженнях коливаються в широкому діапазоні. Оцінка чисельності довоєнного населення Парагваю варіювалася від 312 274 до 1 337 439 осіб. Дослідження, засновані на демографічних даних, дали широкий діапазон оцінок людських втрат, від можливого мінімуму в 27 000 — 58 000 осіб (8,7 % — 18,5 % населення) до 69 % від загальної кількості довоєнного населення. Через відсутність перевіреної інформації всі цифри є дуже приблизними, точну кількість загиблих, можливо, ніколи не вдасться встановити.

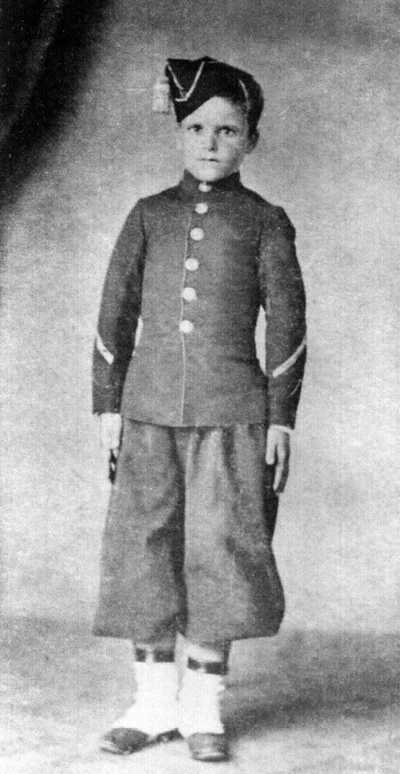
Аргентинський хлопчик-солдат

Втрати союзників також були достатньо високими. З 139 000 бразильців, що взяли участь у війні, загинуло близько 50 000 осіб. Аргентина (30 000 солдатів) втратила приблизно 18 000 осіб з 30 000 мобілізованих, Уругвай — 3 120 осіб з приблизно 5 000, що брали участь у військових діях (це пропорційно найбільші втрати серед союзників).
Разом з тим, необхідно відзначити високий відсоток небойових втрат. Солдати страждали від поганого харчування і жахливих санітарно-гігієнічних умов. Одна лише холера була причиною щонайменше 4 535 смертей бразильських солдатів впродовж всієї війни. За оцінками бразильських істориків Парагвайська війна була війною епідемій, 70 % загальних втрат союзних військ (Бразилія, Аргентина та Уругвай) складала смертність від хвороб, переважно холери, малярії, віспи, пневмонії та дизентерії.
Особливою проблемою бразильців на початку війни було те, що велика частина солдатів була уродженцями північних і північно-східних районів країни. Різка зміна клімату від жаркого до вельми помірного, разом зі зміною звичної їжі, мали тяжкі наслідки. Солдатам з півночі бракувало теплого одягу, вони вмирали від холоду, пиття річкової води, забрудненої сусідством трупів приводило до втрат цілих батальйонів бразильців.

### Територіальні зміни
Парагвай назавжди втратив території, що до війни були предметом суперечки між ним і Бразилією та Аргентиною. Таким чином його територіальні втрати на користь країн-переможниць склали 25 % або 88 500 квадратних кілометрів.
9 січня 1872 року в Асунсьйоні Бразилія підписала договір Лойсаги-Котежипе про мир і кордони з Парагваєм, в якому вона отримала свободу судноплавства річкою Парагвай та усі південні території, на які претендувала перед війною. До провінції Мату-Гросу відійшли землі між річками Бланко та Апа. Загальна площа територіальних придбань Бразилії склала 62 325 квадратних кілометрів.
3 лютого 1876 Аргентина уклала з Парагваєм договір (Мачайна-Ірігоєна) про кордони, що задовольнив більшість територіальних претензій Аргентини і призвів до повного виведення окупаційних військ союзників з Парагваю до середини літа 1876 року. Аргентина відмовилася від претензій на Вілья-Оксиденталь і отримала спірну провінцію Місьйонес і всі землі на південь від річки Пількомайо, що складають сучасну провінцію Формоса. Невирішене питання про приналежність земель Вілья Оксіденталь (північне Чако) між річками Верде і головним руслом річки Пількомайо, за підтримки Бразилії винесли на суд третейського судді, в ролі якого виступив президент США Резерфорд Гейз. Гейз вирішив суперечку на користь Парагваю.

### Політико-економічні підсумки
Парагвай був практично зруйнований, його населення винищене, а економіка в руїнах. Він мусив виплатити військову контрибуцію, що означало величезний зовнішній борг, і був змушений вийти на світовий ринок, залишивши націоналістичну політику осторонь. Були продані величезні земельні маєтки, залізниці та вирубані ліси для експорту деревини. Парагвай був змушений погодитися на вільне судноплавство на річках, присутність бразильських окупаційних військ до 1876 р. і створення уряду, підпорядкованого Бразилії. Натомість впродовж цього періоду бразильці допомогли відстояти незалежність Парагваю від Аргентини, яка бажала отримати контроль над Вілья Оксіденталь. Попри цілком реальну загрозу нової війни, тепер уже між колишніми союзниками, Парагвай залишився незалежним.
Велика Британія підтримувала Троїстий союз політично і фінансово. Після завершення суперечки головними бенефіціарами виявилися британські капіталісти: зовнішні борги залучених країн і британські інвестиції, особливо в Бразилію та Аргентину, різко зросли. Але Велика Британія не була ані головним підбурювачем, ані єдиною причиною конфлікту, як раніше стверджували прибічники «імперіалістичної» природи конфлікту. Обидві сторони конфлікту були капіталістичними проєктами, зіткнення відбулося між двома моделями капіталістичного нагромадження: з одного боку, етатистською, протекціоністською та значною мірою політично незалежною моделлю Парагваю; з іншого — моделлю Бразилії та Аргентини, що ґрунтувалася на вільній торгівлі та залежала від європейського капіталу й торгівлі, головним чином британської. Для бразильської економіки війна стала важким тягарем на довгі роки. Уряд витратив на військові потреби суму, еквівалентну одинадцятикратному національному бюджету 1864 року. Дефіцит призвів до збільшення боргу, який уже був значним. Між 1865 і 1875 роками Імперія отримала позики на суму 15 724 413 фунтів від англійських банків.
.
Бразильська імперія отримала гарантоване вільне судноплавство річкою Парагвай, найкращий маршрут для сполучення з Мату-Гросу. Війна призвела до тимчасової стабілізації монархічної системи Бразильської імперії завдяки націоналістичній зовнішній політиці, але також і до посилення республіканізму, особливо серед молодого офіцерського корпусу, перед обличчям очевидної безперспективності затяжної війни. Разом з поступовим скасуванням рабства через набір численних чорношкірих добровольців, що остаточно відбулося в 1888 році, це підірвало ідеологічну та соціально-економічну основу монархічної політичної системи в довгостроковій перспективі й врешті-решт призвело до її скасування в 1891 році. Бразильська армія, об'єднана війною і новими традиціями, що з'явилися як наслідок війни, набула нового значення як політична сила і почала грати значну роль в подальшій історії країни.
Війна зробила значний внесок у національну консолідацію Аргентини. Вона дала можливість придушити внутрішні розбіжності й консолідувати національну державу з домінуванням Буенос-Айреса. Ціна перемоги була високою. Репресії проти антиурядових повстань обійшлися аргентинській державі в половину витрат країни на Парагвайську війну. Результатом війни та внутрішніх репресій стало зміцнення національної держави, що стримувало майбутні спроби збройного заколоту. Військові кампанії 1860-х років проклали шлях до модернізації економіки, розбудови інфраструктури та збільшення експорту всередині країни.
Для Уругваю війна підтвердила договір Ріо-де-Жанейро від 27 серпня 1828 року, за яким Аргентина і Бразилія поклали край відкритому суперництву за панування над цією країною. Відновлений після війни баланс сил між Аргентиною та Бразилією сприяв гарантіям уругвайської незалежності, зменшив зовнішній вплив на політичну боротьбу в Уругваї, що було необхідною умовою внутрішньої національної консолідації.

## Війна Потрійного Альянсу в мистецтві

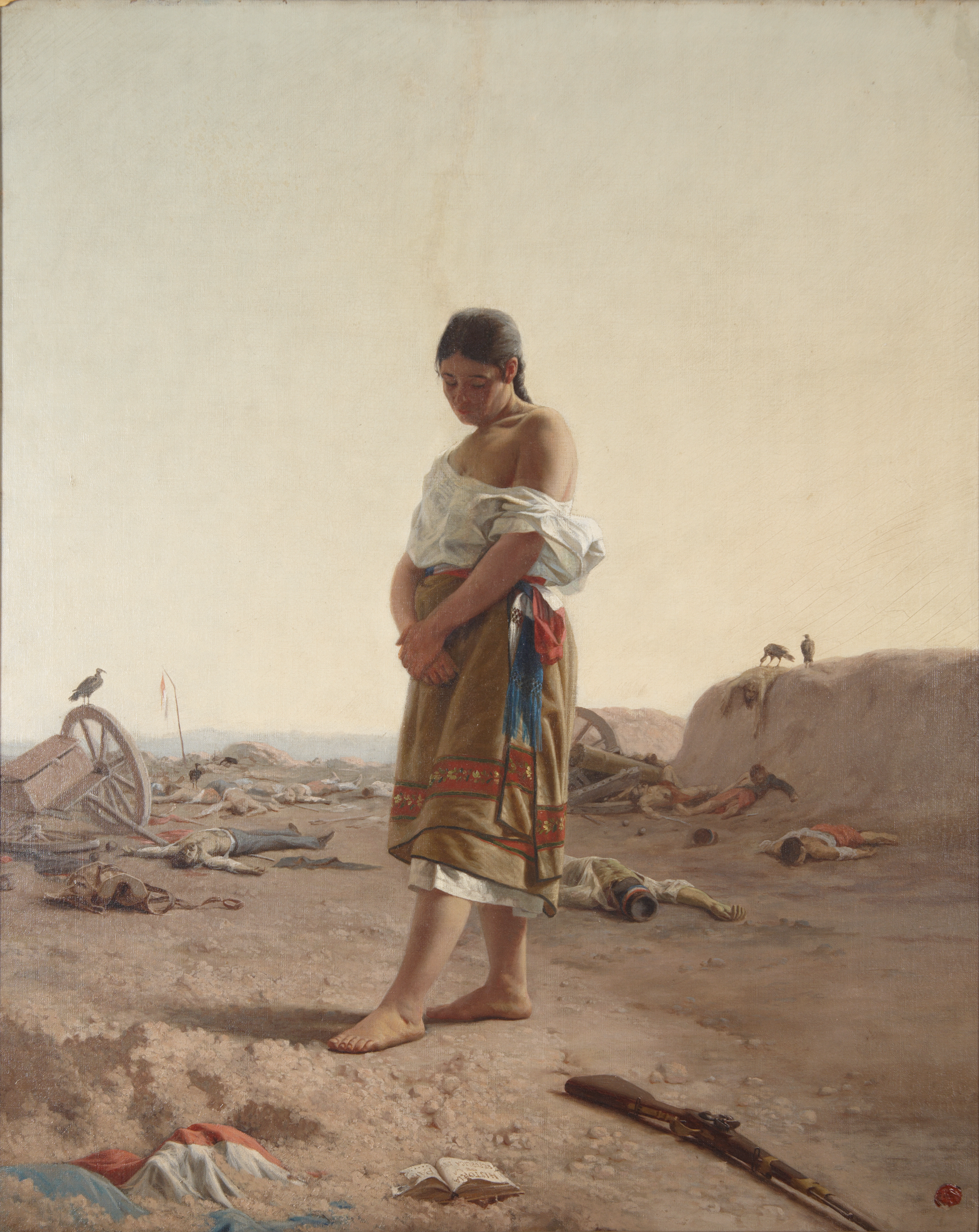
Парагвайка (картина Хуана Мануеля Бланеса)

Парагвайська війна залишила значний слід у мистецтві країн регіону. До теми війни та її битв у своїх картинах зверталися аргентинські художники Кандідо Лопес («Битва при Туюті» 1866 р., «Битва при Курупайті» 1866 р.) і Хосе Ігнасіо Гармендія («Парагвайський солдат над тілом свого сина»), бразильці Віктор Мейрелліс («Морська битва біля Ріачуело» 1883 р., «Облога Умаїти» 1886 р.) і Педру Америку («Битва при Кампо-Гранде» 1871 р., «Битва біля Аваї» 1877 р.), уругваєць Хуан Мануель Бланес («Парагвай: образ спустошеної батьківщини», 1879 р.).
Розуміння цієї війни як одного із найвизначніших епізодів XIX століття в Америці знайшло свій відбиток у літературі, переважно бразильській та аргентинський. «Відступ з Лагуни» (1872) Альфредо д'Ескраньоля Тоне, за словами відомого британського дослідника Леслі Бетелла це «єдиний безсумнівний літературний шедевр, створений Парагвайською війною». Про Парагвайську війну йдеться у романі бразильського класика Машаду ді Ассіса «Іайя Гарсіа» (1878), поетичній елегії «Ненія», поминальній пісні за Парагваєм, створеній 1871 року аргентинцем Карлосом Гвідо-і-Спано, епічних баладах парагвайського історика і публіциста Хуана О'Лірі.
Сучасний кінематограф також не пройшов повз тему війни Потрійного Альянсу. 2001 року в Бразилії був знятий фільм «Нету втрачає свою душу» (порт. Neto Perde Sua Alma; мається на увазі генерал Антоніу ді Соуза Нету), історичним фоном для якого послужили події війни Потрійного Альянсу.